# Opération Rempart
Seconde intifada
Batailles
Seconde intifada
L’opération Rempart (hébreu : מִבְצָע חוֹמַת מָגֵן ;  Mivtsa chomat magen), est un épisode de la Seconde Intifada au cours duquel l'armée israélienne se redéploie dans les territoires palestiniens autonomes de Cisjordanie en avril 2002.
L'armée israélienne et Ariel Sharon justifient cette opération ayant pour but de faire cesser les attentats palestiniens sur la population israélienne, depuis les territoires concernés. Cette présentation est largement contestée par les Palestiniens qui, dans le rapport des Nations unies sur cette opération affirment que l'armée de l'État israélien a au contraire principalement visé les structures administratives et civiles des territoires concernés.

## Contexte
En 2002, le conflit israélo-palestinien est beaucoup plus meurtrier que l’année précédente. Depuis septembre 2000, le soulèvement palestinien, la répression israélienne et les attentats-suicides palestiniens ont fait plus de 2 850 victimes, pour trois quarts palestiniennes[réf. nécessaire]. En outre, plus de quarante attentats suicides ont eu lieu depuis début mars 2002 contre la population israélienne, ayant provoqué 120 morts et des centaines de blessés[réf. nécessaire].
À la suite de l'attentat du 27 mars 2002 à l'hôtel Park de Netanya, qui tue 30 civils et en blesse 143 alors qu'ils fêtaient en famille la Pâque juive, lequel attentat est revendiqué par le Hamas, le gouvernement d'Ariel Sharon lance le 29 mars une vaste opération militaire, appelée «  Opération Rempart  ». L’objectif principal de cette opération est de frapper les infrastructures terroristes palestiniennes pour mettre fin à la vague d’attentats terroristes dirigée contre les citoyens israéliens. L’opération se concentre sur les villes de Naplouse, Ramallah, Jénine et Bethléem.

## Incursion à Jénine

### Motivations
L'assaut contre le camp de réfugiés de Jénine, considéré alors par les Israéliens comme une pépinière de kamikazes (ayant fait plus de 70 victimes israéliennes et autres depuis mars 2002), dura du 3 au 11 avril 2002, dans le cadre de l'opération Rempart. Selon Israël, cette opération avait pour objet de rechercher des membres d'organisations terroristes, particulièrement après l'attentat du 27 mars 2002 à l'hôtel Park de Netanya (ayant fait 30 victimes juives et 143 blessés) lors d'une fête religieuse, qui avait choqué l'opinion, et de détruire les infrastructures criminelles pour faire cesser l'escalade meurtrière.

### Belligérants
La bataille opposa des soldats israéliens appuyés par des chars et des hélicoptères à une centaine de combattants de trois organisations palestiniennes armées de kalashnikov et d'explosifs, : le Hamas, le Jihad islamique palestinien et les Brigades des martyrs d'Al-Aqsa, retranchés dans le centre du camp de réfugiés auxquels ils se mêlaient.

### Polémique
Une polémique est née pendant l'assaut du camp de Jénine du fait de la violence de l'attaque, notamment à la suite de la destruction totale d'un quartier du camp, aplani au bulldozer par Tsahal, sur le nombre des victimes. Les premiers chiffres publiés sont contradictoires, reflétant l'état d'ignorance où se trouvaient même des hommes proches du terrain. Des sources palestiniennes indiquent un nombre allant de 400 à 500 morts palestiniens et le dirigeant travailliste Shimon Pérès qualifie l'opération de « massacre » selon le quotidien Haaretz dans son édition du 9 avril 2002. Le porte-parole de l'armée signale quant à lui « des dizaines de morts, pas des centaines ». Le docteur Mohamed Abou Ghali, directeur de l'hôpital de Jénine, est convaincu que le bilan est bien plus élevé : « Pendant les combats, nous avons reçu beaucoup d'appels téléphoniques nous signalant des blessés graves, bien plus importants que le nombre de corps que nous avons pu recueillir. Quand nous avons pu entrer dans le camp, à partir du 15 avril, les corps ne s'y trouvaient pas ». Selon le médecin, un camion frigorifique aurait pu servir à sortir des cadavres du camp. Le porte-parole signale quant à lui que "«aucun corps n'a été évacué hors du camp, bien que [nous] ayons le droit de le faire». 

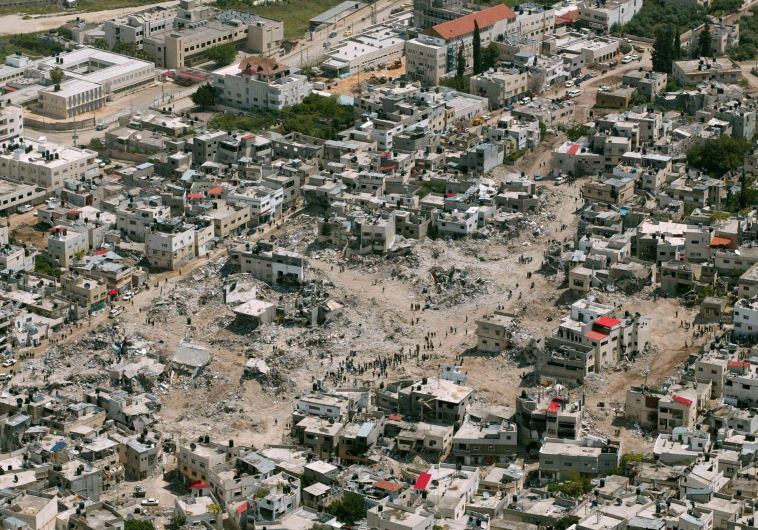
Vue aérienne du camp de réfugiés de Jénine, deux jours après l'attaque israélienne d'avril 2002.

L'organisation humanitaire internationale Human Rights Watch publie un communiqué le 3 mai 2002 dans lequel elle annonce avoir pu identifier 52 victimes palestiniennes, dont 22 civils, et estime que les « Forces de Défense Israéliennes [avaient] commis des crimes de guerre » lors de cette opération. Le spécialiste des questions de défense au quotidien Haaretz, Zeev Schiff, écrit dans l'édition du 15 avril 2002 que : « après la fin des combats, au cours des premières fouilles, 80 cadavres ont été trouvés. On estime que le nombre des victimes dans les combats s’élève à quelque 200 Palestiniens, y compris des civils, dont une partie est enterrée sous les décombres des maisons effondrées ». Le colonel Ron Kitri, porte-parole de l’armée israélienne, reprend ce chiffre dans le quotidien Yediot Aharonot du 19 avril 2002. Le journaliste du quotidien français l'Humanité, Pierre Barbancey (qui a réussi à pénétrer dans le camp lors des derniers jours de l'offensive avec le photographe indépendant Jérôme Sessini), seul reporter présent, a publié un reportage, décrivant les destructions, les cadavres et la terreur de la population qui témoigne des exactions dans le camp de Jénine (https://www.humanite.fr/node/263663). 
L'ONU annonce la création d'une commission d'enquête — dont la venue n'a pas été autorisée au début par le gouvernement israélien. En effet, pendant leur offensive, les autorités israéliennes refusent l'accès du camp aux organisations humanitaires et aux médias, et continuent d'empêcher l'accès du camp de réfugiés aux humanitaires, plusieurs jours après la fin des opérations militaires, pour éviter les dérives médiatiques dont le conflit est coutumier.

### Bilan
Le rapport du secrétaire général des Nations unies, publié le 1er août 2002, estime que le nombre total des morts palestiniens est bien de cinquante-deux, citant à la fois des sources israéliennes (Tsahal) et palestiniennes (l'hôpital de Jénine). Cette bataille fait en outre 23 morts et 60 blessés parmi les soldats israéliens.
Plusieurs milliers d'habitants de Jénine ont dû fuir la ville au début de l'opération, 1 600 personnes ont disparu. Environ 160 habitations ont été totalement détruites dans le camp et de nombreuses autres ont été endommagées, plus de 4 000 personnes se sont retrouvées sans abri. 
Dès la fin des opérations, l'office de secours et de travaux des Nations unies pour les réfugiés de Palestine dans le Proche-Orient (UNRWA), entreprend la reconstruction de nouvelles habitations à Jénine.
Selon l'armée, l'opération a permis de démanteler une dizaine d'ateliers de fabrication de bombes et de tuer ou d'arrêter 10 à 20 kamikazes prêts à agir, qui avaient déjà enregistré leur testament pour devenir « martyrs ».

## Incursion à Bethléem

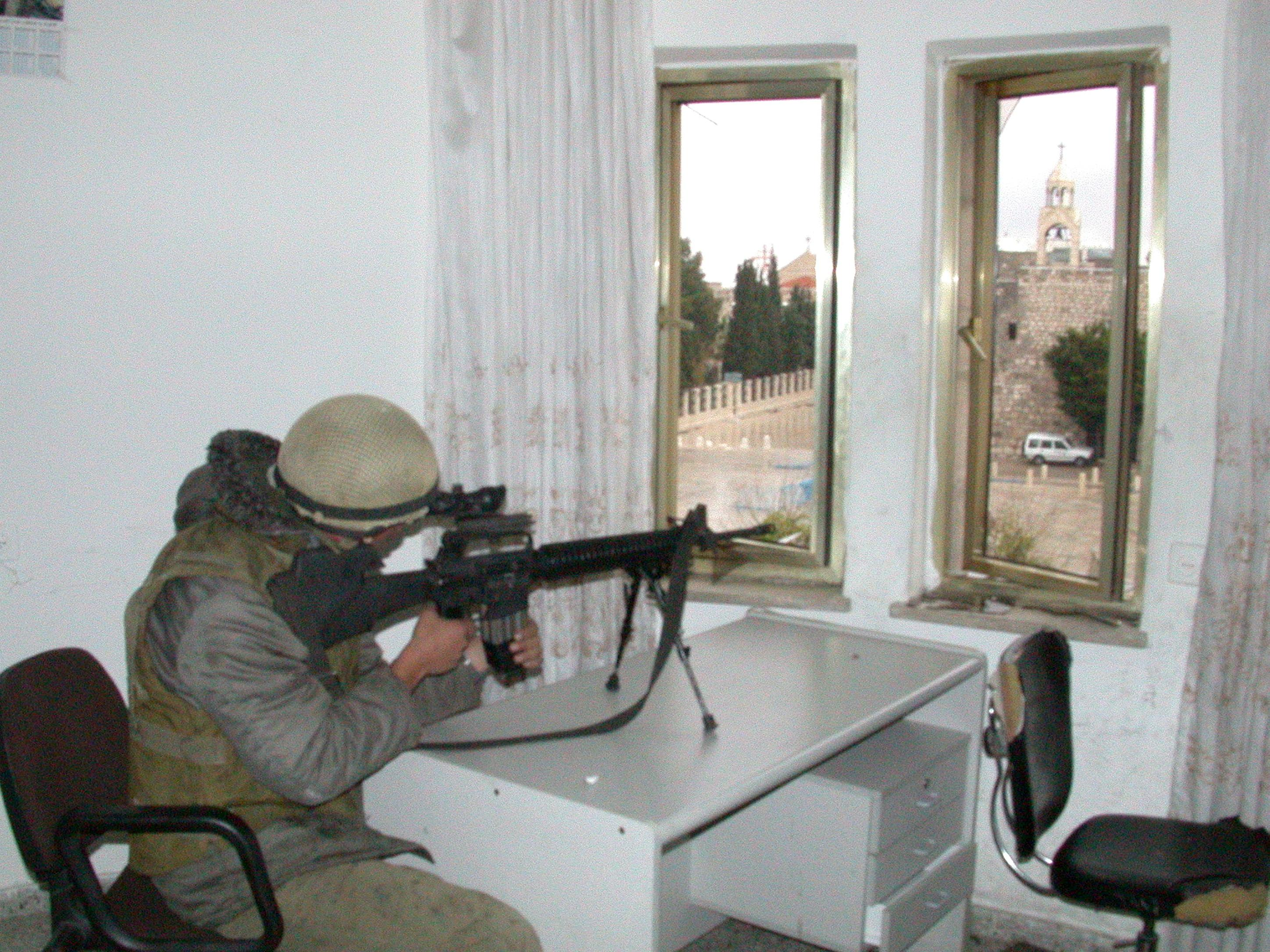
Tireur d'élite israélien pendant le siège de la basilique de la Nativité à Bethléem, le 3 avril 2002.

Dans le cadre de ces opérations Rempart en Cisjordanie, Bethléem est occupé et les militants palestiniens poursuivis par Tsahal.
Le 1er avril 2002, environ 200 activistes palestiniens dont certains armés et considérés par Israël comme « très dangereux terroristes » appartenant au Fatah — notamment aux brigades des martyrs d'Al Aqsa —, au Hamas ou au Jihad Islamique palestinien, trouvent refuge dans la basilique de la Nativité, accompagnés de plusieurs dizaines de moines ou religieuses,. Selon les sources, ces derniers se disent « otages volontaires ».
Après 39 jours de siège, le 22 mai, un accord est conclu entre les belligérants : l'armée israélienne lève le siège et les Palestiniens évacuent l'église. Ils s'exilent sans être poursuivis à Chypre, en Europe et dans la bande de Gaza où ils sont « accueillis en héros »,. À l'intérieur de l'église, les dégâts provoqués par plus d'un mois de siège sont nettoyés,.